# Nabidae

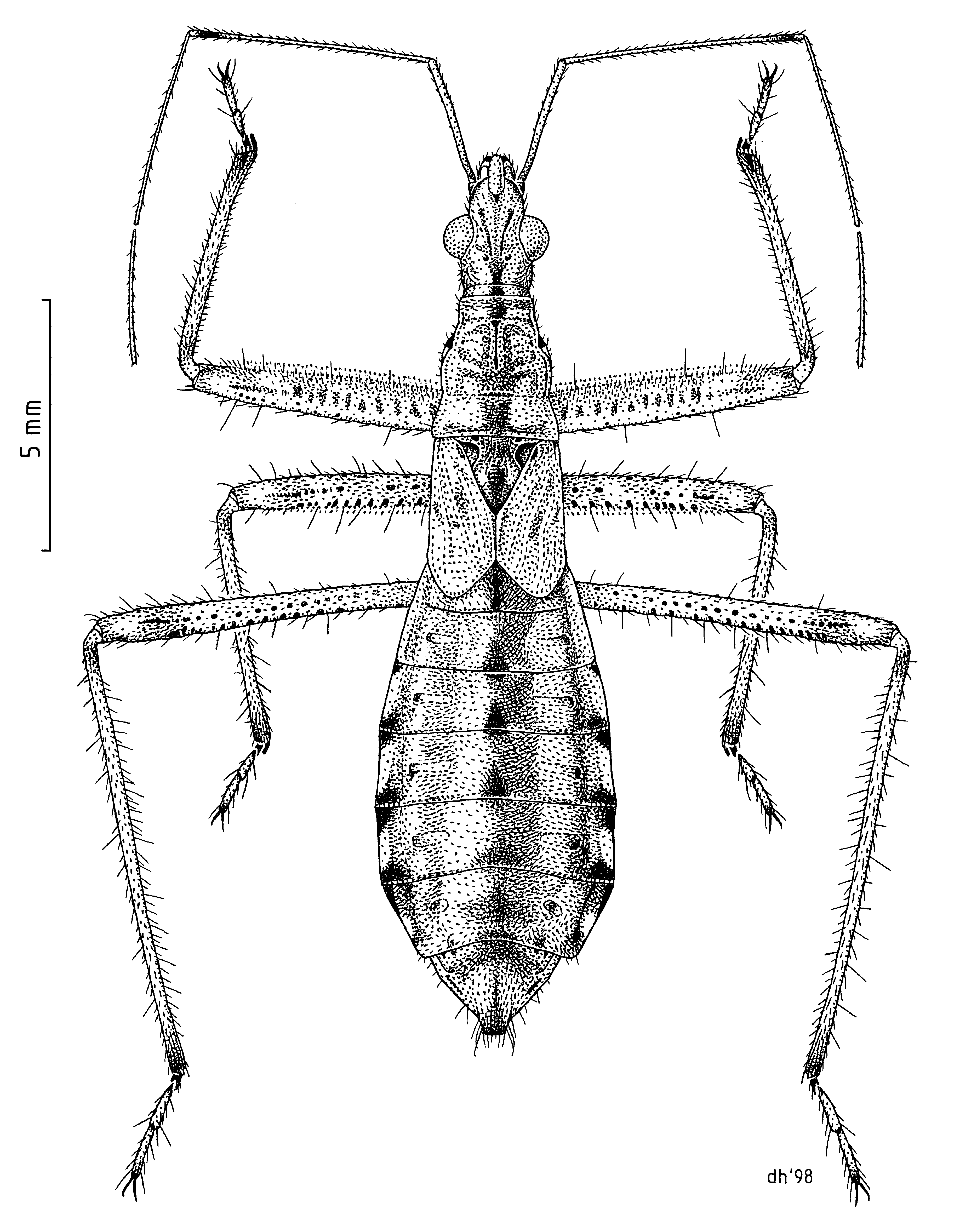
Nabis biformis

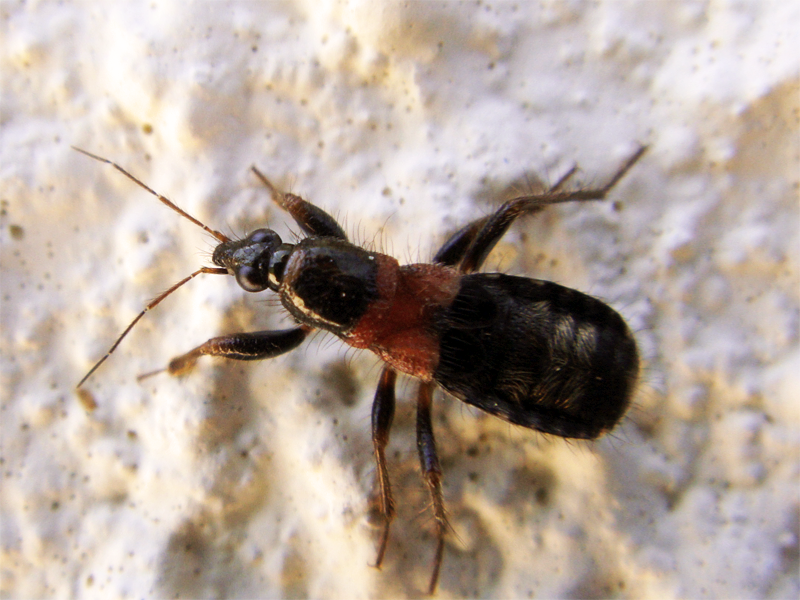
Prostemma albimacula

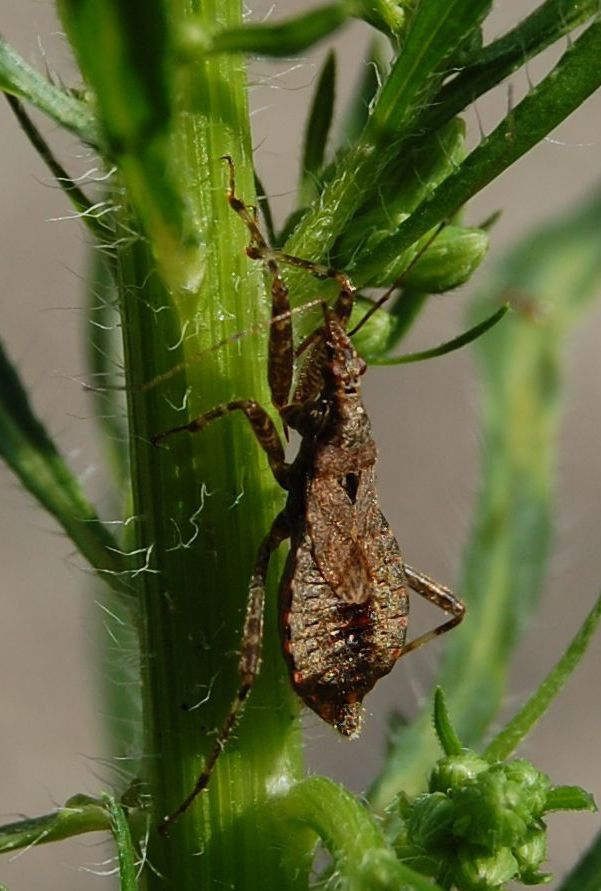
Himacerus apterus

Nabidae es una familia de insectos que contiene a las chinches damisela en el orden Hemiptera. Esta familia contiene más de 500 especies en 23 géneros.
Miden de 3 a 12 mm. Tienen de una a cinco generaciones al año según el clima. Habitan la vegetación baja y pasan el invierno en la hojarasca. 
Son depredadores terrestres de cuerpo blando, alargados y alados. Muchas de estas especies atrapan y sostienen con sus patas delanteras, de forma similar a la mantis religiosa. Se consideran especies de interés para la agricultura debido a su depredación de muchos tipos de plagas de cultivos.
Las damiselas del género Nabis son las más comunes. Ellas y otros géneros son más numerosos en los campos de leguminosas como la alfalfa, pero se pueden encontrar en muchos otros cultivos y en áreas no cultivadas. Son de color amarillo a tostado y tienen ojos grandes y bulbosos y patas como zancos. Son depredadores generalistas, atrapan casi cualquier insecto y se aniquilan unos a otros cuando no hay otro alimento disponible. Pueden picar a los seres humanos, como hacen ocasionalmente de manera defensiva otros hemípteros depredadores.

## Sistemática
Hay 400 especies. Los siguientes 23 géneros pertenecen a la familia Nabidae:
- Alloeorhynchus Fieber, 1860 i c g b
- Alloeorrhynchus c g
- Anaptus Kerzhner, 1968 i c g
- Arachnocoris Scott, 1881 g
- Arbela Stål, 1865 g
- Carthasis Champion, 1900 i c g b
- Gorpis Stål, 1859 g
- Himacerus Wolff, 1811 i c g b
- Hoplistoscelis Reuter, 1890 i c g b
- Karanabis Bekker-Migdisova, 1963 g
- Lasiomerus Reuter, 1890 i c g b
- Metatropiphorus Reuter, 1872 i c g b
- Nabicula Kirby, 1837 i c g
- Nabis Latreille, 1802 i c g b
- Omanonabis Asquith and Lattin, 1991 i c g
- Pagasa Stål, 1862 i c g b
- Phorticus Stål, 1860 i c g b
- Praecarthasis Kerzhner, 1986 g
- Prostemma Laporte, 1832 g
- Reduviolus Kirby, 1837 g
- Rhamphocoris Kirkaldy, 1901 g
- Stalia
- Stenonabis Reuter, 1890 g

Fuentes de datos: i = ITIS, c = Catalogue of Life, g = GBIF, b = Bugguide.net